# Tergivetro

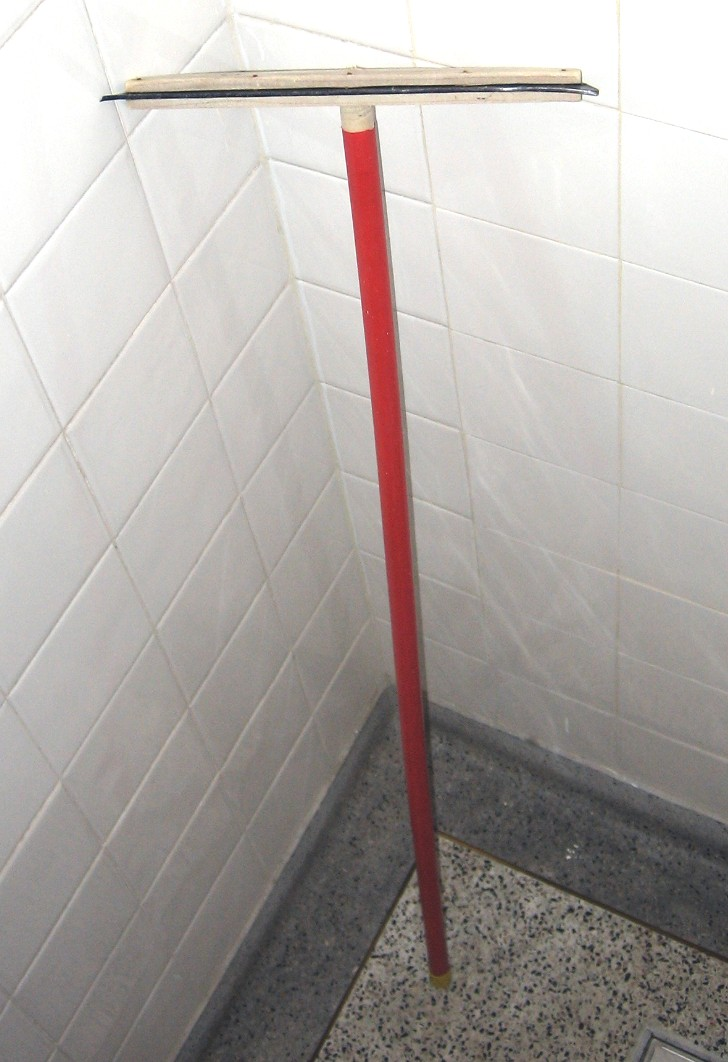
Un tergivetro

Il tergivetro è un dispositivo professionale per la pulizia delle finestre degli edifici, ma che ha trovato applicazioni anche in altri ambiti, come la pulizia dei cristalli dei mezzi di trasporto e dei vetri in generale, ma si parla in questo caso di tergicristallo. È di particolare utilità per la pulizia di grandi superfici vetrate.

## Descrizione
È generalmente composto da:

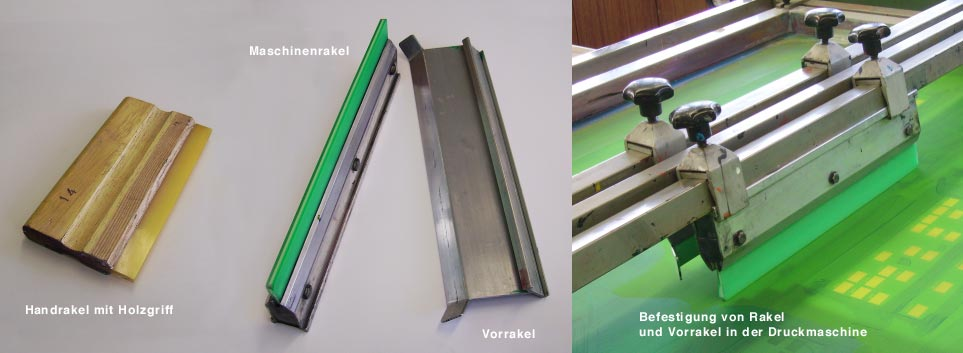
Dettaglio dei componenti di un tergivetro

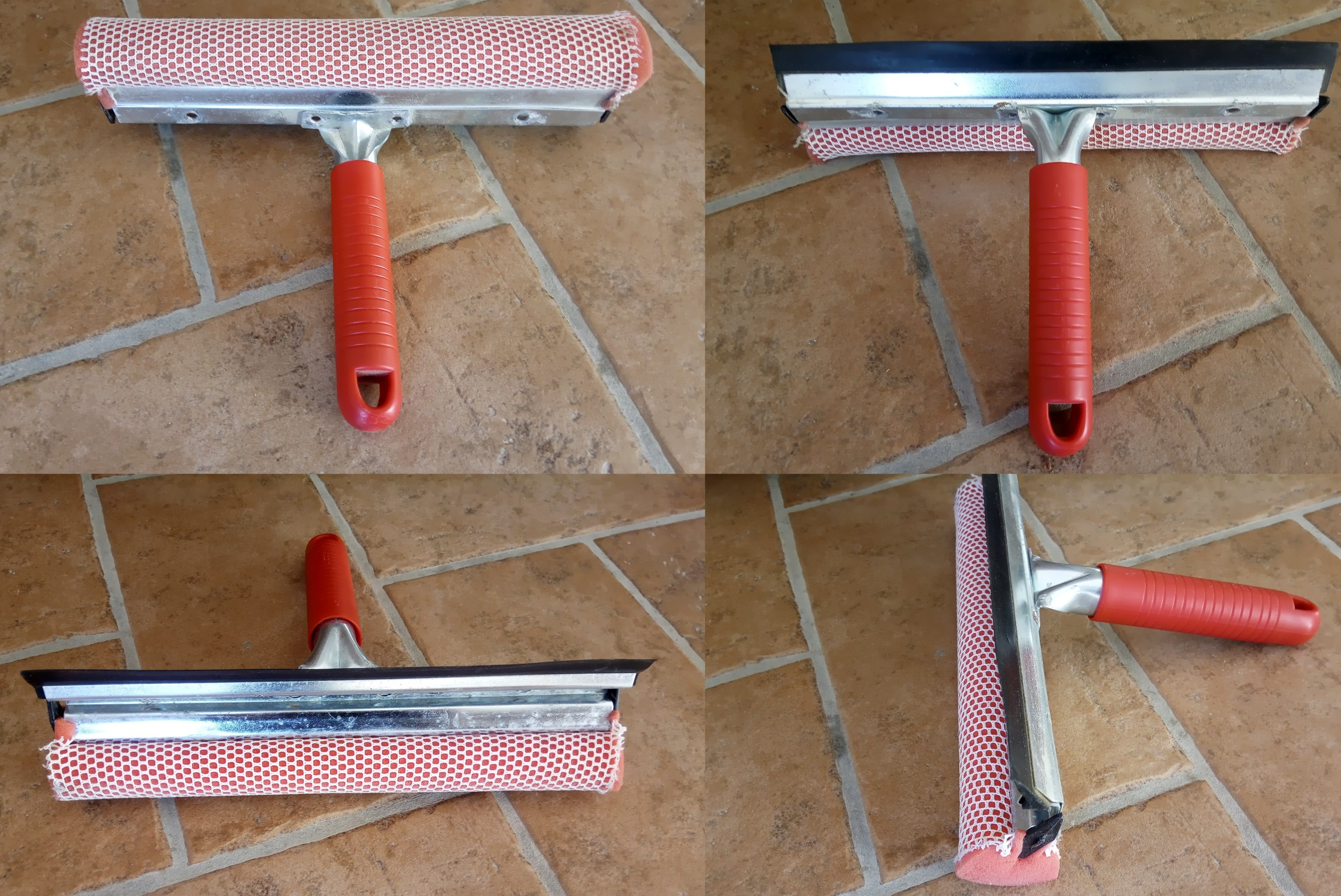
Lava e tergi vetro combinati in un unico elemento

- Spingiacqua, lama in gomma che serve per rimuovere il velo d'acqua dalle superfici vetrose, questa lama può essere sorretta da un telaio in metallo o in materiale plastico.
- Manico, parte dello strumento atto a permettere l'impugnatura dello stesso, questo manico può essere di diverse forme e caratteristiche:
  - Corto, per essere impugnato con una sola mano
  - Lungo, per poter raggiungere altezze maggiori e altrimenti difficilmente raggiungibili, oltre al fatto di poter utilizzare entrambe le mani e applicare maggiore forza.
  - Telescopico, permette l'uso a due mani e di allungare il braccio all'occorrenza per raggiungere i punti più difficili da raggiungere.
- Spugna, elemento non sempre presente, il quale viene generalmente sorretto e vincolato al telaio con l'ausilio di una rete, tale elemento permette di lavare ed all'occorrenza insaponare il vetro.

Il tergivetro viene in genere utilizzato assieme a stracci e spugne anche in contesti tecnologicamente avanzati.